# Campeonato Mundial de Esqui Alpino de 2007
O Campeonato Mundial de Esqui Alpino de 2007 foi a 39º edição do evento, foi realizado em Åre, Suécia, entre 2-18 de Fevereiro de 2007.

## Resultados

### Masculino
| Event          | Ouro                                   | Prata                              | Bronze                                  |
| -------------- | -------------------------------------- | ---------------------------------- | --------------------------------------- |
| Downhill       | Aksel Lund Svindal · Noruega · 1:44,68 | Jan Hudec · Canadá · 1:45,40       | Patrik Järbyn · Suécia · 1:45,65        |
| Slalom         | Mario Matt · Áustria · 1:57,33         | Manfred Moelgg · Itália · 1:59,14  | Jean-Baptiste Grange · França · 1:59,54 |
| Slalom gigante | Aksel Lund Svindal · Noruega · 2:19,64 | Daniel Albrecht · Suíça · 2:20,12  | Didier Cuche · Suíça · 2:20,56          |
| Super G        | Patrick Staudacher · Itália · 1:14,30  | Fritz Strobl · Áustria · 1:14,62   | Bruno Kernen · Suíça · 1:14,92          |
| Combinado      | Daniel Albrecht · Suíça · 2:28,99      | Benjamin Raich · Áustria · 2:29,07 | Marc Berthod · Suíça · 2:29,23          |

### Feminino
| Event          | Ouro                                | Prata                                    | Bronze                             |
| -------------- | ----------------------------------- | ---------------------------------------- | ---------------------------------- |
| Downhill       | Anja Pärson · Suécia · 1:26,89      | Lindsey Vonn · Estados Unidos · 1:27,29  | Nicole Hosp · Áustria · 1:27,37    |
| Slalom         | Šárka Záhrobská · Chéquia · 1:43,91 | Marlies Schild · Áustria · 1:44,02       | Anja Pärson · Suécia · 1:44,07     |
| Slalom Gigante | Nicole Hosp · Áustria · 2:31,72     | Maria Pietilae · Suécia · 2:32,57        | Denise Karbon · Itália · 2:32,69   |
| Super G        | Anja Pärson · Suécia · 1:18,85      | Lindsey Vonn · Estados Unidos · 1:19,17  | Renate Götschl · Áustria · 1:19,38 |
| Combinado      | Anja Pärson · Suécia · 1:57,69      | Julia Mancuso · Estados Unidos · 1:58,50 | Marlies Schild · Áustria · 1:58,54 |

### Equipes
| Evento  | Ouro              | Prata            | Bronze          |
| ------- | ----------------- | ---------------- | --------------- |
| Equipes | Áustria · 18 pts. | Suécia · 33 pts. | Suíça · 39 pts. |

## Quadro de Medalhas
| Ordem | País           | Medalha de ouro | Medalha de prata | Medalha de bronze | Total |
| ----- | -------------- | --------------- | ---------------- | ----------------- | ----- |
| 1     | Áustria        | 3               | 3                | 3                 | 9     |
| 2     | Suécia         | 3               | 2                | 2                 | 7     |
| 3     | Noruega        | 2               | 0                | 0                 | 2     |
| 4     | Suíça          | 1               | 1                | 4                 | 6     |
| 5     | Itália         | 1               | 1                | 1                 | 3     |
| 6     | Chéquia        | 1               | 0                | 0                 | 1     |
| 7     | Estados Unidos | 0               | 3                | 0                 | 3     |
| 8     | Canadá         | 0               | 1                | 0                 | 1     |
| 9     | França         | 0               | 0                | 1                 | 1     |
|       | TOTAL          | 11              | 11               | 11                | 33    |